# Пусте-Лонкі
Пусте-Лонкі (пол. Puste Łąki) — село в Польщі, у гміні Вишкув Вишковського повіту Мазовецького воєводства.
У 1975-1998 роках село належало до Остроленцького воєводства.